# Sintet Bako
Sintet Bako är en ort i Gambia. Den ligger i regionen West Coast, i den sydvästra delen av landet, 90 km öster om huvudstaden Banjul. Antalet invånare var 773 vid folkräkningen 2013.